# ツァイス・イコン

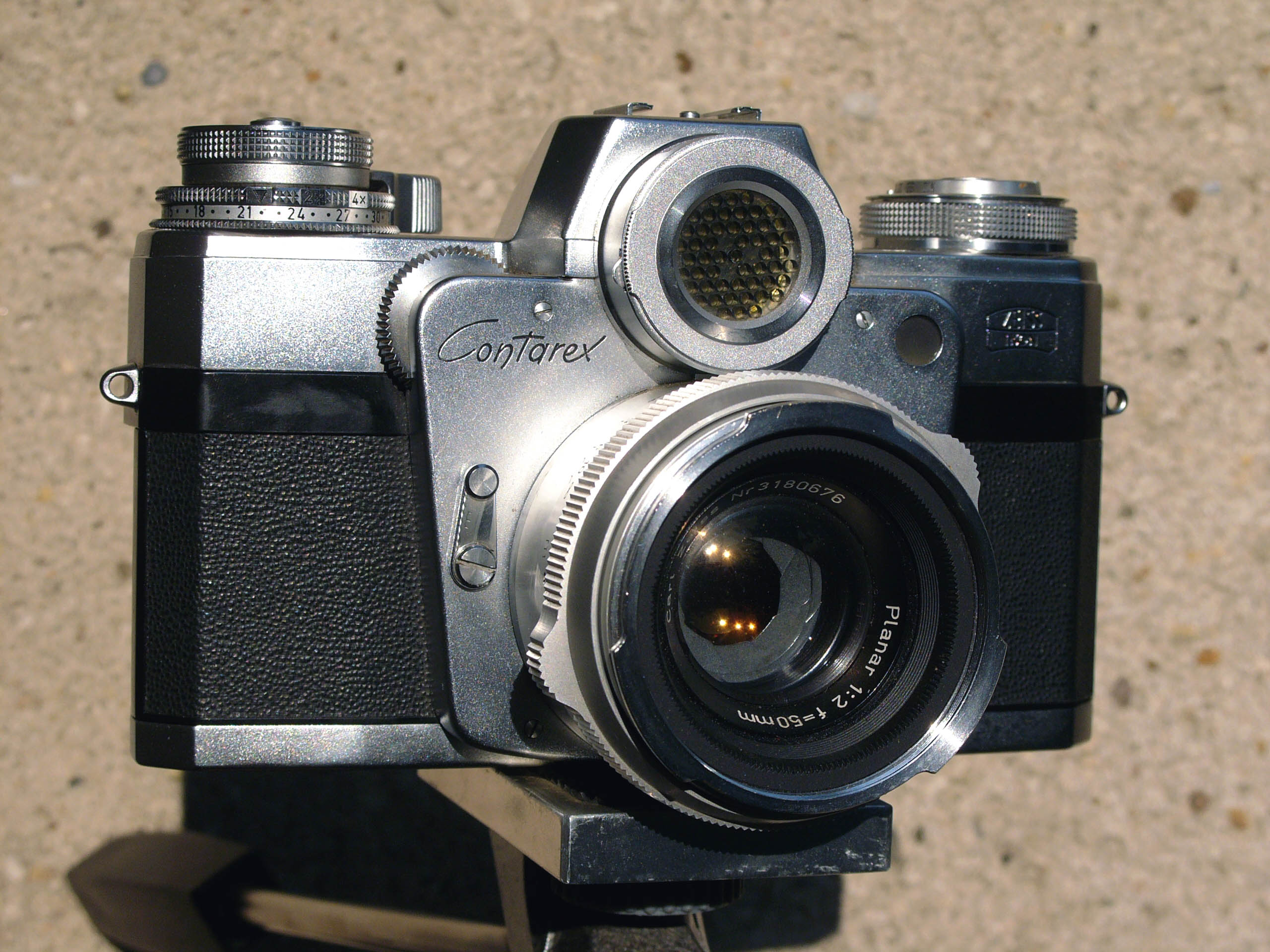
西独ツァイス・イコン社製コンタレックスI

ツァイス・イコン（独: Zeiss Ikon ）は
1. カール・ツァイス財団傘下で1926年に創設されたカメラメーカー。
2. コシナとカール・ツァイスが提携し、2005年に発売されたレンジファインダーカメラのブランド。

である。

## 歴史
- 1920年3月28日 - イカとコンテッサ・ネッテルが利益共同体を成立させた。
- 1925年9月29日 - 利益共同体にゲルツとカール・ツァイスが参加した。
  - 12月10日 - 利益共同体にエルネマンが参加した。
- 1926年5月8日 - 利益共同体が成立したが各メーカー間の競合はなくならず合理化も進まなかったことから、カール・ツァイス財団の主導で有力カメラメーカーであったイカ、エルネマン、ゲルツ、コンテッサ・ネッテルの4社が合併契約に調印した。
  - 8月25日 - 新会社の設立契約が締結された。この際新会社名がツァイス・イコンと決まった。その理由は、ツァイスを使ったのは新たな宣伝費を減らしたかったからで、イコンはただの思いつき[1]。
  - 10月1日 - 新会社の設立契約が発効した[1]。資本金は1250万マルク。本社はエルネマン本社社屋をそのまま使用し、社長はイカ社長だったエマヌエル・ゴルトベルクが就任した。当初は統合前の製品にツァイス・イコンの刻印を押して製造していたが、間もなくエマヌエル・ゴルトベルクはカール・ツァイスからハインツ・キュッペンベンダーを呼んで片腕とし、35mmカメラ設計プロジェクトを推進させた。
- 1927年1月27日 - カール・ツァイスグループ内での競合を避けるためレンズ、双眼鏡、眼鏡はカール・ツァイスに移管され、ショットとゲルツが手がけていた照明器具はツァイス・イコンに一本化するなど、製造品目について契約がされた[2]。
- 1928年 - ヴェッツラーのヘンゾルトを合併した。1500万マルクに増資した[3]。
  - 2月 - ゲルツの子会社でフィルムメーカーであった[4]ゲルツ・フォトヘミンシェ・ヴェルケを吸収合併した[3]。
- 1929年 - 最初のオリジナル製品ミロフレックスと最初のオリジナル設計製品イコンタ発売。
- 1931年 - アルフレッド・ゴーティル（プロンター）を合併。
- 1932年 - ハインツ・キュッペンベンダーを責任者としてコンタックスを発売。
- 1934年 - イコフレックス発売。
- 1945年 - 第二次世界大戦のドレスデン爆撃で大きな被害を受け、また戦後は東西分断された。西ドイツのツァイス・イコンはシュトゥットガルトを本拠にした。一方ツァイス・イコンの本拠地東ドイツドレスデンの工場は人民工場として発展し、西ドイツのツァイス・イコンと商標権の侵害訴訟が生じた。販売地域と輸出地域を切り分けることで和解をみた。なお東側ではイエナのカール・ツァイス人民公社の他、ドレスデンを中心に多くの製造公社が人民公社として組織され、統合と分離を繰り返した。ツァイス・イコン、カメラ・ヴェルクシュテーテン、バルダ、ヴェルタ、クルト・ベンツィンなどは組織化されたが、やがてペンタコンに統合された。
- 1956年 - 西側のツァイス・イコンがフォクトレンダーの株式を全部取得して協働体制を取った。
- 1969年 - 西側のツァイス・イコンがフォクトレンダーを完全合併した。
- 1971年 - 西側のツァイス・イコンがカメラ生産から撤退を発表した。これに伴いレンズを供給していたカール・ツァイスは新たな供給先を探し、1974年日本のヤシカと提携、コンタックスRTSが発売されることとなった。
- 2004年 - コシナとカール・ツァイスが提携し、レンジファインダーカメラ「ツァイス・イコン」発売を決定、2005年10月に発売された。

## 製品一覧

### 写真乾板使用カメラ

#### アンゴー
元々ゲルツで製造されていたクラップカメラで、日本においては報道用カメラの元祖として知られる。ツァイス・イコンになっても引き続いて製造された。

#### アトム
元々ヒュッティヒで製造されていたスプリングカメラで、イカを経てツァイス・イコンになっても引き続いて製造された。6×4.5cm（アトム）判の写真乾板。

#### ベベ
元々イカで製造されていたカメラで、ツァイス・イコンになっても引き続いて製造された。

#### イデアル
元々ヒュッティヒで製造されていた蛇腹カメラで、イカを経てツァイス・イコンになっても引き続いて製造された。高級機。

#### ジュウェル
- ジュウェル（Juwel ） - 元々イカで製造されていた蛇腹カメラで、ツァイス・イコンになっても引き続いて製造された。レンズボードシステムによりレンズが交換できる。

#### マキシマー
- マキシマー（Maximar ） - 元々イカで製造されていた蛇腹カメラで、ツァイス・イコンになっても引き続いて製造された。中級機の中でも下位機種。6.5×9cm（大名刺）判、8×10.5cm（手札）判[5]、9×12cm（大手札）判、10×15cm（ポストカード）判、写真乾板またはフィルムパック。コードナンバー207/7。

#### ミニマム・パルモス
- ミニマム・パルモス（Mimimum Palmos ） - 元々パルモスで製造されていたクラップカメラで、イカを経てツァイス・イコンになっても引き続いて製造された。

#### ミロフレックス
- ミロフレックス（Miroflex ）[6] - クラップ型一眼レフカメラ。コンテッサ・ネッテルで開発されており、ツァイス・イコンになっても引き続いて開発が進められ、ツァイス・イコン最初のオリジナル商品となった。6.5×9cm（大名刺）判または9×12cm（大手札）判の乾板またはフィルムパック。

### 116フィルム使用カメラ

#### コカレッテ
- コカレッテ（Cocarette ） - 元々コンテッサ・ネッテルのフォールディングカメラで、統合前から引き続いて販売された。6.5×11cm判。

### 120フィルム使用カメラ

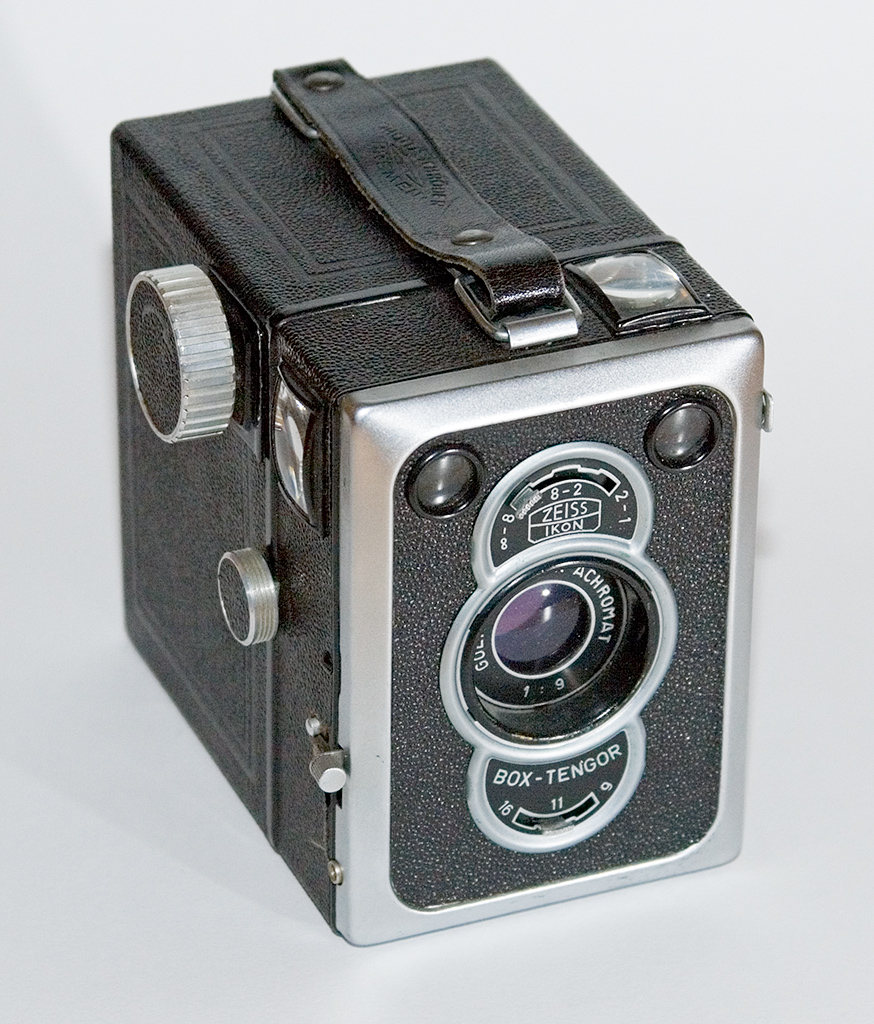
ボックステンゴール

#### ボブ
元はエルネマンが使用していたブランド。 ツアイスイコン成立後も運用され、イコンタブランド成立後はイコンタ510,イコンタ510/2へと改称している。
ネッターレンズはエルネマン社が開発したものでありレンズとしてのネッターの普及型とするのは誤りである。

#### ボックステンゴール
元々はゲルツの廉価なボックスカメラ。統合前から引き続いて販売され、レンズは戦後までゲルツ銘のままであった。当初は6×9cm判のみだったが後に6×4.5cm判が追加された。

#### コカレッテ
- コカレッテ（Cocarette ） - 元々コンテッサ・ネッテルのフォールディングカメラで、統合前から引き続いて販売された。6×9cm判。

#### イコフレックス
6×6cm判の二眼レフカメラ。

#### イコンタ
いわゆるスプリングカメラ。距離計連動の製品はスーパーイコンタと称される。イコンタ、スーパーイコンタともに6×4.5cm判、6×6cm判、6×9cm判がある。

#### ネッター
イコンタの普及版。

#### シンプレックス
イコンタの普及版。

### 126フィルム使用カメラ

#### コンタフレックス126
戦後の普及版レンズシャッター24×36mm（ライカ）判の一眼レフカメラに似た外観だが、実際にはシャッターはフォーカルプレーン式であり一通りの交換レンズシステムを持っている一眼レフカメラ。

### 127フィルム使用カメラ

#### ベビーボックス
廉価なボックスカメラ。ボックステンゴールの小型版。

#### ベビーイコンタ
4×3cm（ヴェスト半裁）判のいわゆるスプリングカメラ。

#### コリブリ
4×3cm（ヴェスト半裁）判の小型カメラ。

### 135フィルム使用カメラ

#### コンタフレックス
戦前の高級24×36mm（ライカ）判二眼レフカメラ、戦後の普及版レンズシャッター24×36mm（ライカ）判一眼レフカメラがある。

#### コンタレックス
出遅れた一眼レフカメラの分野でツァイス・イコンが総力を結集した高級24×36mm（ライカ）判一眼レフカメラ。

#### コンタックス
戦前、および戦後西ドイツのツァイス・イコンから発売された24×36mm（ライカ）判レンジファインダーカメラ、東ドイツのツァイス・イコンから発売された24×36mm（ライカ）判一眼レフカメラ。

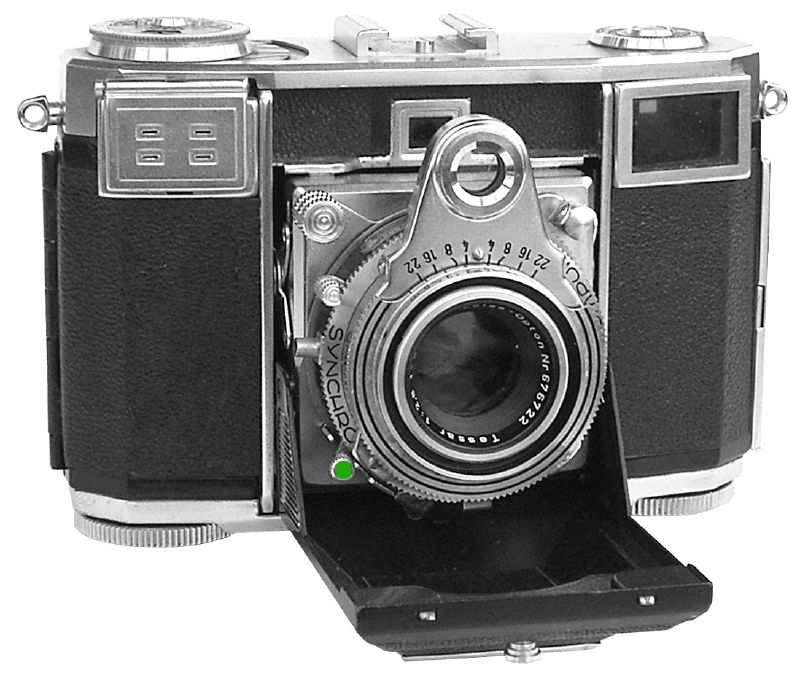
コンテッサ

#### コンテッサ
- コンテッサ（Contessa  、1950年発売） - イコンタ35に非連動露出計とドレーカイル式連動距離計を搭載した高級コンパクトスプリングカメラで、すなわち「スーパーイコンタ35」というような位置づけの製品である。フーベルト・ネルヴィン設計。24×36mm（ライカ）判。レンズは前玉回転式テッサー45mmF2.8で、前期型はツァイス・オプトン、後期型はカール・ツァイス製。シャッターはコンパーラピッド、後にシンクロコンパー。ツァイス・イコンのコードナンバー533/24。セルフコッキングではないがスプロケットが回らないとシャッターが切れない二重露出防止機構を備える。フィルムを入れフィルムカウンターをスタートマークに合わせて巻き上げて行くと自動的に1コマ目で止まる。左右対称で美しく、コンパクトでよく写るため人気がある。名称はツァイス・イコンの母体の一つコンテッサ・ネッテルに由来すると思われるが、イタリア語で「伯爵夫人」の意味があるため「貴婦人」等の愛称がある。1955年まで販売された。1960年に名称だけ復活したが、これらは全く取り柄のない固定鏡胴の廉価版カメラに堕してしまっていた[7]。

#### コンティナ
フーベルト・ネルヴィン設計のスプリングカメラ。24×36mm（ライカ）判。
- コンティナ（Contina  、1948年発売）/コンティナII（Contina II ） - 非連動距離計を内蔵。後にイコンタ35がコンティナIに改名されるのに伴い改名された。
- コンティナI（Contina I ） - イコンタ35から改名された。距離計なし。
- コンティナIIa（Contina IIa 、1955年発売） - レンズが固定鏡胴となった。

#### イカレックス
フォクトレンダーとの合併後発売された24×36mm（ライカ）判一眼レフカメラ。

#### イコネッテ35
1958年発売の入門機。巻き上げはレンズの横のレバーで行うテナックス式。レンズはノバー45mm3.5、シャッターはプロント。外装はプラスチックボディー、ビニール張り。光漏れが多発して回収された。

#### イコンタ35
コンパクトな24×36mm（ライカ）判スプリングカメラ。後にコンティナIと改名された。

#### ネタックス
- ネタックス（Nettax 、1936年発売[8]） - スーパーネッテルの後継であり、すなわちコンタックスIIの普及機という位置づけであったが、専用バヨネットマウントによりレンズ交換が可能となり、折畳式でなくなっている。ファインダーは0.5倍のガリレオ式で、それと別に、レンズマウント基部に基線長32mm、等倍のドレーカイル式連動距離計を装備する。コンタックス用から光学系を流用したテッサー5cmF2.8、テッサー5cmF3.5と、専用設計のトリオター10.5cmF5.6があった。トリオター10.5cmF5.6を使用する場合のため外付けアルバダ式ファインダーが用意されていた。純正アダプター538/39によりコンタックス用テッサー2.8cmF8を使用できるが、この場合は距離計は連動しない。テッサー5cmF2.8とテッサー5cmF3.5はドレーカイル機構が組み込まれた基部を外して純正アダプター538/40を介してコンタックス用の接写レンズとして使用できる。シャッターはコンタックスIIに搭載されたのとほぼ同じ、ドラムがアルミニウムと黄銅、黄銅製幕を麻リボンで駆動するフォーカルプレーン式で1/5秒から1/1000秒[8]。ツァイス・イコンのコードナンバー538/24。

#### スーパーネッテル
コンタックスIの廉価版という位置づけのカメラ。後継はネタックス。
- スーパーネッテルI（Super Nettel I 、1934年発売） - フーベルト・ネルヴィン設計。距離計連動スプリングカメラ。24×36mm（ライカ）判。テッサー5cmF2.8またはテッサー5cmF3.5またはトリオター5cmF3.5が固定されレンズ交換はできない。最高速1/1000秒のフォーカルプレーンシャッター。コードナンバー536/24。
- スーパーネッテルII（Super Nettel II 、1936年発売） - クローム仕上げ。テッサー5cmF2.8。2000台の限定生産。コードナンバー537/24。

#### テナックス/タクソナ
テナックスは元々ゲルツの商標だが、その時代に発売された製品と機構上の共通点はない。24×24mm判コンパクトカメラ。フィルム巻き上げが「招き猫」と俗称される特徴的なレバー式で、いわゆるレチナ式のレバー巻き上げが一般的になる前に試行錯誤された迅速巻き上げ方式の一つ。フーベルト・ネルヴィン設計。東ドイツのツァイスが西側で旧ツァイスの商標を使えなくなったためタクソナと改名された。

### 写真フィルム
テナックスブランドでロールフィルムやパックフィルムを製造していたゲルツの子会社ゲルツ・フォトヘミシェ・ヴェルケ（Goerz Photochemische Werke Gmbh ）を1928年2月に合併し、写真フィルムを製造販売していた。

### 保安設備
ゲルツの関連会社ハーン（AG Hahn für Mechanik & Optik ）を合併したため錠前なども製造しており、2011年現在、アッサ・アブロイ傘下でツァイス・イコンブランドでの保安設備の製造が続けられている。

## 新生ツァイスイコン
カール・ツァイスはアーノルド&リヒター製のアリフレックスに装着する映画用のウルトラプライムなど超高性能レンズを製造しており、その技術を一般スチルカメラ用に転用しようとした。一眼レフカメラではレンズ設計に制約が出るためレンジファインダーカメラを想定したが、市場にはそこまでの高精度なカメラは存在しなかった。カール・ツァイスには1902年から1909年までのパルモス、第二次世界大戦後すぐのイエナコンタックスやヴェラしか製造経験がなく、コシナに製造を委託した。ボディデザインはポルシェデザインとも相談したが結局ヘンスラー・シュルトハイス（Hennsler Schultheiss ）に依頼した。ボディはコシナ、レンズは15mmと85mm以外はコシナ、15mmと85mmはツァイスが担当した。

### ツァイスイコンボディー
- ツァイスイコン（Zeiss Ikon 、2005年10月29日シルバー発売） - 135フィルムを使用し24×36mm（ライカ）判レンズ交換型レンジファインダーカメラ。電子シャッター搭載。マニュアル露出、絞り優先AE対応。シャッターの最高速度は1/2000秒。露出補正は1/3ステップ。
- ツァイスイコンSW（Zeiss Ikon SW ） - ツァイスイコンから距離計とファインダーを取り去った機体。広角レンズでの使用を前提に開発された。露出はLEDで示される点以外は何ら変わらない。ファインダーレスのためやや低いボディに青いZeissバッチが目に付く。

### ツァイスイコン用レンズ
レンズマウントはライカMマウントと互換性があるZMマウント。

### 製品
- ボックステンゴール
- コンタフレックス
- コンタレックス
- コンタックス
- イコフレックス
- イコンタ

### 関わった設計者
- ハインツ・キュッペンベンダー
- フーベルト・ネルヴィン

### その他
- シュナイダー・クロイツナッハ - 東側ツァイス・イコンの末裔であるペンタコンを吸収した。